# Massacre de Vinkt
- Drôle de guerre
- Évacuation des civils de la ligne Maginot
- Mobilisation
- Offensive de la Sarre
- Baie de Heligoland
- Incident de Mechelen
- Plan Jaune
- Plan Dyle
- Luxembourg
- Ében-Émael
- Hannut

- Sedan
- Dinant
- Monthermé
- Givet
- La Horgne
- Gembloux
- Flavion
- Louvain
- Charleroi

- Stonne
- Montcornet
- La Sambre
- Arras

- L'Escaut
- Amiens
- La Lys
- Massacre de Vinkt
- Boulogne-sur-Mer
- Calais
- Poche de Lille
- Massacre du Paradis
- Abbeville
- Dunkerque
- Capitulation belge

- L'Aisne
- L'Ailette
- Opération Paula
- l’Exode
- Pont-de-l'Arche
- Opération Cycle
- Opération Ariel

- Les Alpes
- Vallon du Seuil
- Bombardement de Toulon
- Opération Vado
- La Loire
- Saumur
- La vallée du Rhône
- Bombardements de Marseille
- Menton (Pont-Saint-Louis)
- Combats aériens en Suisse
- Armistice du 22 juin

Le massacre de Vinkt est un crime de guerre commis par les troupes allemandes lors de la Campagne des 18 jours en Belgique, et plus précisément lors de la bataille de la Lys du 25 au 28 mai 1940.

## Les circonstances
Le 25 mai 1940, les troupes de la Wehrmacht attaquèrent Vinkt, un village situé à proximité de Gand en Flandre-Orientale et encore tenu par les Chasseurs ardennais, régiment belge d'élite composé presque uniquement de soldats d'origine ardennaise, connus pour leur caractère résistant.
Au cours du duel d’artillerie qui précéda l’attaque allemande, un premier drame survint lorsqu’un obus tomba en plein milieu d’une colonne de réfugiés (Exode de 1940 ), faisant 38 morts.
Le 26, les Allemands avancèrent. Les Chasseurs ardennais repoussèrent plusieurs attaques, notamment de la 225e Division d'Infanterie de la Wehrmacht qui subit des pertes énormes (1 500 morts ou blessés). Les soldats allemands avaient adopté la tactique de l'infiltration (en tactique, l'infiltration désigne la pénétration des lignes ennemies), mais les soldats du 1er Régiment de chasseurs ardennais avaient répliqué par la même méthode.
Il en résulta que les Allemands subirent des tirs venus de flanc et même de l'arrière de leur première ligne, ce qui ne correspondait pas à la méthode de combat adoptée jusque-là par l'armée belge, agissant en ligne avec le souci d'éviter d'être tournée, comme les armées française et britannique. Or, une partie des régiments allemands venaient d'être lancés dans la bataille et leurs soldats ne comprenaient pas qu'on leur opposait leur propre tactique. Aussi, crurent-ils être attaqués par des franc-tireurs, des civils combattant en guérilla, et ils se livrèrent à des représailles sur des civils belges qui furent massacrés. C'était la répétition des massacres de civils belges commis en août-septembre 1914, lors de l'invasion allemande de la Première Guerre mondiale.

## Les massacres
Dans le village voisin de Meigem, les Allemands enfermèrent les habitants dans l’église comme otages. Le 27 mai, alors que des dizaines de personnes y étaient encore retenues, un obus y tomba et tua 27 personnes. C'était un obus tiré trop court par l’artillerie belge, atteignant la nef latérale droite de l'église. Pour masquer cette erreur militaire, on prétendit que les Allemands y avaient jeté des grenades à main.
Lorsque le 377e Régiment d’Infanterie allemand entra dans Vinkt, les Allemands se livrèrent au pillage des maisons et à la capture des habitants, en séparant les hommes des femmes et enfants. Les hommes furent conduits dans un pré et fusillés ; il y eut quatre survivants parmi les 38 victimes.
À un autre endroit, au lieu-dit « het Zwarte Huizeke » 12 personnes furent exécutées ; à la ferme des Van der Vennet, trois hommes furent fusillés, le père et le fils Vermeulent furent enlevés et fusillés au lieu-dit « Steenkiste » avec Aloïs Coene, Emiel Galle et Petrus Mestdagh.
Le 28 mai, jour de la capitulation belge de 1940, des habitants furent faits prisonniers et parqués dans un pré. Neuf hommes furent fusillés, mais furent contraints de creuser leurs tombes avant l'exécution sommaire.
Durant ces journées 27 personnes périrent à cause des bombardements et 86 furent exécutées.
Il y a des preuves des crimes de guerre, notamment des photos des prises d'otages et des nombreuses victimes d'exécutions,,.
Après la guerre deux officiers allemands de la 225e division d'infanterie furent jugés (major Erwin Kühner et leutnant Franz Lohmann) et condamnés à 20 ans de travaux forcés. Après 5 ans, ils furent remis aux autorités allemandes.

## La légende du franc-tireur
Cette hantise allemande d'être attaqués par des civils explique notamment les nombreuses atrocités allemandes d'août 1914 au cours desquelles, rien qu'en Wallonie (notamment au sac de Dinant où tombèrent 674 hommes femmes et enfants), plus de 15 000 maisons furent détruites et plus de 5 000 civils furent massacrés sur tout le territoire belge (particulièrement wallon du fait de l'axe de l'invasion).
Des historiens, notamment allemands, ont noté l'apparition du mythe du franc-tireur et d'une peur panique, notamment au combat de Wielsbeke, mais il s'agissait en réalité de "tirs amis" (des soldats allemands se tirant dessus sur la rive est de la Lys).